# Fanjeaux
Fanjeaux (okcitánsky Fanjaus) je obec ve Francii v regionu Languedoc-Roussillon v departementu Aude.

## Dějiny a památky
V 2. století se na místě dnešního Fanjeaux nacházelo oppidum. V blízkosti se nacházel pramen zasvěcený bohu Jovovi, který dal obci její latinský název Fanum Jovis (místo zasvěcené Jovovi). Roku 1193 se zde usadil katarský biskup Guilhabert de Castres.
Mezi lety 1206 a 1215 zde přebýval svatý Dominik, zakladatel řádu bratří kazatelů. Roku 1315 bylo město vypleněno Eduardem z Woodstocku. Později však bylo město obnoveno.
V obci se nachází dominikánský klášter z 14. století a kostel Nanebevzetí Panny Marie z 13. století.

## Demografie
Počet obyvatel

## Galerie

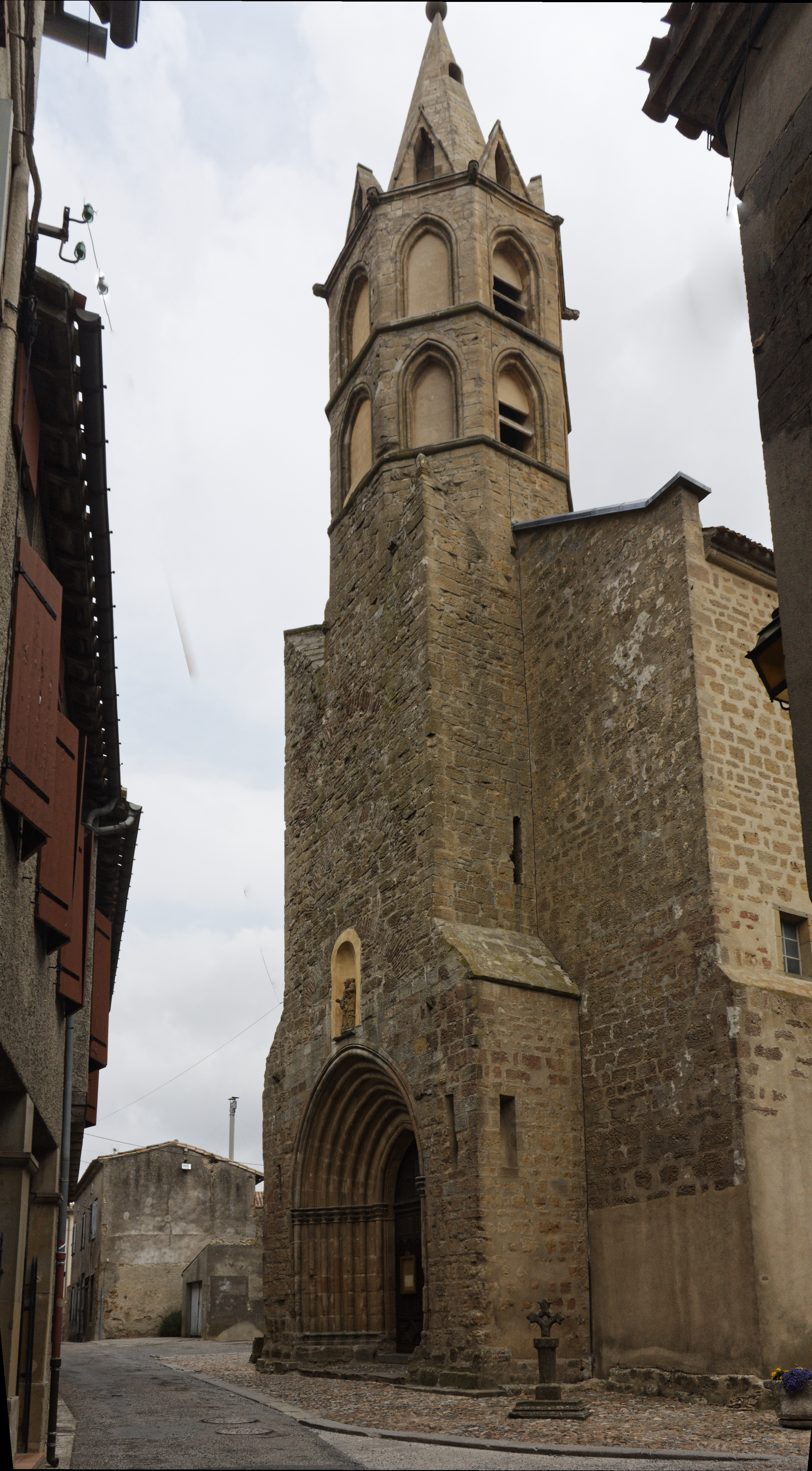
Kostel Nanebevzetí Panny Marie